# ジェレミー・シャルディー
ジェレミー・シャルディー（Jérémy Chardy, 1987年2月12日 - ）は、フランス・ポー出身の男子プロテニス選手。ATPランキング自己最高位はシングルス25位、ダブルス24位。これまでにATPツアーでシングルス1勝、ダブルス7勝を挙げている。身長188cm、体重75kg。右利き、バックハンド・ストロークは両手打ち。
2013年全豪オープン、2020東京オリンピックシングルスベスト8。ダブルスでは2019年全仏オープンで準優勝。

## 選手経歴

### ジュニア時代
銀行家の家庭に生まれた3人兄姉の末っ子として6歳からテニスを始めたシャルディーはジュニア時代、2005年ウィンブルドン選手権ジュニア男子シングルス部門でロビン・ハーセを6-4, 6-3で破って優勝した。同年の全米オープンジュニア男子シングルス部門、世界スーパージュニアテニス選手権大会においてもそれぞれ準優勝を遂げ、ITF男子ジュニアシングルスランキングで最高3位を記録するなど、フランステニス界において早くから注目された。
| ジュニアグランドスラム |    |    |    |
| 全豪オープン           | A  | A  | 2R |
| 全仏オープン           | Q3 | 1R | 2R |
| ウィンブルドン         | A  | SF | W  |
| 全米オープン           | A  | 2R | F  |

### 2006年 プロ転向
2006年にプロ入り。しばらくは下部大会に出場し、下積み経験を積む。

### 2007年
2007年からランキングも上昇し始る。

### 2008年 トップ100入り
2008年に全仏オープンで躍進を果たす。フランス男子のトップ2であるリシャール・ガスケとジョー＝ウィルフリード・ツォンガが共に故障で欠場する中、シャルディーは主催者推薦での出場を認められ、2回戦で第6シードのダビド・ナルバンディアンに3-6, 4-6, 6-2, 6-2, 6-1のフルセットで逆転勝利を収める。続く3回戦でも第30シードのドミトリー・トゥルスノフに7-6(1), 6-3, 6-4のストレートで勝ち、4回戦で第19シードのニコラス・アルマグロに6-7, 6-7(7), 5-7のストレートで敗れた。この活躍により急遽ワイルドカードを授与され本戦からの出場を果たしたウィンブルドンでは、2回戦で同じフランスのポール＝アンリ・マチューに3-6, 5-7, 6-7(1)で敗退した。この年は他にもスイスオープン・グシュタードで予選を勝ち上がりベスト8進出、10月のクレムリン・カップでもベスト8の成績を収める等ツアーレベルでも好成績を残すようになり、ランキングも年初の172位から年末には75位にまで大幅に上昇させ、自身初の年間トップ100フィニッシュを果たした。

### 2009年 ツアー初優勝
2009年は第5シードで出場した2月第一週のSAテニスオープン準決勝で第2シードのダビド・フェレールを1-6, 7-6(9), 7-6(4)のフルセットで下し、自身初のツアーシングルス決勝に進出、ここでは同国選手のジョー＝ウィルフリード・ツォンガに4-6, 6-7(5)のストレートで敗れた。この5か月後、7月第3週にメルセデス・カップにノーシードで出場したシャルディーは準決勝で地元のニコラス・キーファーを6-3, 7-5のストレートで下し2度目のツアー決勝進出を果たす。決勝ではビクトル・ハネスクと対戦。これを1-6, 6-3, 6-4の逆転で破り、ツアー初優勝を果たした。この年は他にも2月第3週のデルレイビーチ国際テニス選手権、5月第一週のBMWオープンで共にシングルスベスト4を記録し、ダブルスでも同国のリシャール・ガスケと組んで出場した10月第4週のサンクトペテルブルク・オープンで準優勝を記録するなど前年に引き続き好調さを維持する1年となり、シングルス、ダブルス共に自己最高位を更新する形でシーズンを終了した。

### 2010年 ツアーダブルス初優勝
2010年は1月のブリスベン国際でマルク・ジケルと組みダブルスで初優勝した。8月のロジャーズ・カップでは2回戦でフェルナンド・ベルダスコを6-7(7), 7-6(5), 6-2で、3回戦でニコライ・ダビデンコを6-3, 6-2で破りベスト8に進出している。

### 2013年 全豪ベスト8
2013年全豪オープンでは3回戦で第6シードのフアン・マルティン・デル・ポトロを6-3, 6-3, 6-7(3), 3-6, 6-3で、4回戦では第21シードのアンドレアス・セッピを5-7, 6-3, 6-2, 6-2で破りノーシードから4大大会で初めてのベスト8に進出した。準々決勝では第3シードのアンディ・マリーに4-6, 1-6, 2-6で敗れた。大会後のランキングで自己最高の25位を記録している。

### 2015年 マスターズベスト4
2015年のロジャーズ・カップではノーシードからニコラ・マユ、レオナルド・マイエル、イボ・カロビッチに勝ち、準々決勝でジョン・イズナーに6-7(9), 7-6(13), 7-6(4)の3時間を超える大接戦の末勝利、マスターズ1000で自身初の準決勝進出を果たした。準決勝ではノバク・ジョコビッチに4-6, 4-6で敗れた。全米オープンでも3回戦でダビド・フェレールを破り4回戦に進出。4回戦では前回王者のマリン・チリッチに敗れた。

## ATPツアー決勝進出結果

### シングルス: 3回 (1勝2敗)
| 大会カテゴリ                    |
| グランドスラム (0–0)            |
| ATPファイナルズ (0–0)           |
| ATPツアー・マスターズ1000 (0–0) |
| ATPツアー500 (0–0)              |
| ATPツアー250 (1–2)              |

| サーフェス別タイトル |
| ハード (0–1)         |
| クレー (1–0)         |
| 芝 (0–1)             |
| カーペット (0–0)     |

| 結果   | No. | 決勝日        | 大会               | サーフェス | 対戦相手                         | スコア        |
| ------ | --- | ------------- | ------------------ | ---------- | -------------------------------- | ------------- |
| 準優勝 | 1.  | 2009年2月2日  | ヨハネスブルグ     | ハード     | ジョー＝ウィルフリード・ツォンガ | 4–6, 6–7(5–7) |
| 優勝   | 1.  | 2009年7月13日 | シュトゥットガルト | クレー     | ビクトル・ハネスク               | 1–6, 6–3, 6–4 |
| 準優勝 | 2.  | 2018年6月17日 | スヘルトーヘンボス | 芝         | リシャール・ガスケ               | 3–6, 6–7(5–7) |

### ダブルス: 11回 (4勝7敗)
| 結果   | No. | 決勝日         | 大会                 | サーフェス    | パートナー               | 対戦相手                                        | スコア                |
| ------ | --- | -------------- | -------------------- | ------------- | ------------------------ | ----------------------------------------------- | --------------------- |
| 準優勝 | 1.  | 2009年10月26日 | サンクトペテルブルク | ハード (室内) | リシャール・ガスケ       | コリン・フレミング ケン・スクプスキ             | 6–2, 5–7, [4–10]      |
| 優勝   | 1.  | 2010年1月4日   | ブリスベン           | ハード        | マルク・ジケル           | ルーカス・ドロウヒー リーンダー・パエス         | 6–3, 7–65             |
| 準優勝 | 2.  | 2010年7月25日  | ハンブルク           | クレー        | ポール＝アンリ・マチュー | マルク・ロペス ダビド・マレーロ                 | 3–6, 6–2, [8–10]      |
| 準優勝 | 3.  | 2011年2月26日  | ドバイ               | ハード        | フェリシアーノ・ロペス   | セルジー・スタホフスキー ミハイル・ユージニー   | 6–4, 3–6, [3–10]      |
| 準優勝 | 4.  | 2012年4月29日  | ブカレスト           | クレー        | ルカシュ・クボット       | ロベルト・リンドステット ホリア・テカウ         | 6–7(2) , 3–6          |
| 優勝   | 2.  | 2012年7月15日  | シュトゥットガルト   | クレー        | ルカシュ・クボット       | ミハル・メルティナク アンドレ・サ               | 6–1, 6–3              |
| 準優勝 | 5.  | 2014年7月14日  | ボースタード         | クレー        | オリバー・マラチ         | ヨハン・ブルンストロム ニコラス・モンロー       | 6–4, 6–7(5), [7–10]   |
| 準優勝 | 6.  | 2014年10月26日 | バレンシア           | ハード (室内) | ケビン・アンダーソン     | ジャン＝ジュリアン・ロジェ ホリア・テカウ       | 4–6, 2–6              |
| 優勝   | 3.  | 2015年7月26日  | ボースタード         | クレー        | ルカシュ・クボット       | フアン・セバスティアン・カバル ロベルト・ファラ | 6–7(6–8), 6–3, [10–8] |
| 優勝   | 4.  | 2017年1月7日   | ドーハ               | ハード        | ファブリス・マルタン     | バセク・ポスピシル ラデク・ステパネク           | 6—4, 7–6(3)           |
| 準優勝 | 7.  | 2017年5月7日   | ミュンヘン           | クレー        | ファブリス・マルタン     | フアン・セバスティアン・カバル ロベルト・ファラ | 3–6, 3–6              |

## シングルス成績
略語の説明
| W | F | SF | QF | #R | RR | Q# | LQ | A | Z# | PO | G | S | B | NMS | P | NH |

W=優勝, F=準優勝, SF=ベスト4, QF=ベスト8, #R=#回戦敗退, RR=ラウンドロビン敗退, Q#=予選#回戦敗退, LQ=予選敗退, A=大会不参加, Z#=デビスカップ/BJKカップ地域ゾーン, PO=デビスカップ/BJKカッププレーオフ, G=オリンピック金メダル, S=オリンピック銀メダル, B=オリンピック銅メダル, NMS=マスターズシリーズから降格, P=開催延期, NH=開催なし.

### グランドスラム
| 大会           | 2006 | 2007 | 2008 | 2009 | 2010 | 2011 | 2012 | 2013 | 2014 | 2015 | 2016 | 2017 | 2018 | 2019 | 2020 | 2021 | 通算成績 |
| -------------- | ---- | ---- | ---- | ---- | ---- | ---- | ---- | ---- | ---- | ---- | ---- | ---- | ---- | ---- | ---- | ---- | -------- |
| 全豪オープン   | A    | Q1   | Q1   | 2R   | 1R   | 1R   | 1R   | QF   | 3R   | 2R   | 2R   | 2R   | 1R   | 2R   | 1R   | 1R   | 11–13    |
| 全仏オープン   | 2R   | Q1   | 4R   | 3R   | 1R   | 2R   | 2R   | 3R   | 2R   | 4R   | 3R   | 2R   | 2R   | 1R   | 1R   | 1R   | 18–15    |
| ウィンブルドン | A    | A    | 2R   | 1R   | 3R   | 1R   | 2R   | 3R   | 4R   | 1R   | 2R   | 1R   | 1R   | 2R   | NH   | 2R   | 12–13    |
| 全米オープン   | A    | A    | 2R   | 1R   | 2R   | A    | 3R   | 2R   | 2R   | 4R   | 2R   | 1R   | 2R   | 2R   | 1R   | 1R   | 12–13    |

### 大会最高成績
| 大会                 | 成績 | 年              |
| -------------------- | ---- | --------------- |
| ATPファイナルズ      | A    | 出場なし        |
| インディアンウェルズ | 4R   | 2018            |
| マイアミ             | 4R   | 2018            |
| モンテカルロ         | 2R   | 2014-2017, 2021 |
| マドリード           | 3R   | 2019            |
| ローマ               | QF   | 2014            |
| カナダ               | SF   | 2015            |
| シンシナティ         | QF   | 2012            |
| 上海                 | 3R   | 2010            |
| パリ                 | 3R   | 2019            |
| オリンピック         | QF   | 2021            |
| デビスカップ         | W    | 2017            |
| ATPカップ            | A    | 出場なし        |